# Nathan Adrian
Nathan Adrian   (Bremerton, 7 de desembre de 1988) és un nedador estatunidenc, guanyador de sis medalles olímpiques que abans ostentava el rècord estatunidenc en l'esdeveniment de 50 metres lliures de recorregut llarg.

## Biografia
Va néixer el 7 de desembre de 1988 a la ciutat de Bremerton, població situada a l'estat de Washington (Estats Units).
Especialista en proves de crol, va participar, als 19 anys, en els Jocs Olímpics d'Estiu de 2008 realitzats a Pequín (República Popular de la Xina), on va aconseguir guanyar la medalla d'or en els relleus 4x100 metres lliures. En els Jocs Olímpics d'Estiu de 2012 celebrats a Londres (Regne Unit) aconseguí guanyar la medalla d'or en la prova dels 100 metres lliures i relleus 4x100 metres estils, a més d'aconseguir la medalla de plata en els relleus 4x100 metres lliures.
Al llarg de la seva carrera ha guanyat vuit medalles en el Campionat del Món de natació, cinc d'elles d'or; i tres medalles d'or en el Campionat del Món de natació en piscina curta. Així mateix ha guanyat cinc medalles d'or en el Campionats de Natació Pan Pacific.